# This Rebel Breed
This Rebel Breed é um filme de drama estadunidense dirigido por Richard L. Bare e William Rowland e estrelado por Rita Moreno, Gerald Mohr, Eugene Martin, Dyan Cannon e Richard Rust. Foi lançado em 4 de maio de 1960 pela Warner Bros. Pictures.

## Elenco
- Rita Moreno como Lola Montalvo
- Mark Damon como Frank Serano
- Gerald Mohr como Tenente Robert Brooks
- Jay Novello como Papa Montalvo
- Eugene Martin como Rudy Montalvo
- Tom Gilson como Muscles
- Richard Rust como Buck Madison
- Douglas Hume como Don Walters
- Richard Laurier como Manuel Montalvo
- Don Eitner como Jimmy Wallace
- Ken Miller como Winnie
- Al Freeman Jr. como Satchel
- Charles Franc como Elliott, também conhecido como Scratch
- Ike Jones como Latimer
- Shirley Falls como Josie
- Steven Perry como George
- Hari Rhodes como Claude

## Recepção
O New York Times avaliou o filme, escrevendo que  "Anunciado como uma história nua e crua de preconceito racial e discriminação entre adolescentes, This Rebel Breed substitui ação por insight, mas mantém emoção suficiente para colocá-lo um corte ou dois acima dos produtos sensacionalistas usuais do gênero". O TV Guide deu ao filme uma estrela, afirmando que ele "tem uma abordagem perturbadoramente ingênua para o assunto: traficantes vendem seus produtos para crianças de seis anos, e Damon obviamente está usando maquiagem para que o público saiba que ele é meio negro".